# Allium stipitatum
Allium stipitatum — вид трав'янистих рослин родини амарилісові (Amaryllidaceae), поширений у Західній Азії.

## Опис
Багаторічна трав'яниста цибулинна рослини. Цибулина яйцеподібна, плеската, 3–8(12) см діаметром; зовнішня оболонка цибулини папероподібна, жовтувато-сіра або сіра. Квітконоси 75–100(150) см заввишки, прямостійні, гладкі, глянцеві, 6–12(15) мм діаметром. Листків 4–7(10), оберненояйцювато-ланцетні, плоскі, загострені, зелені або світло-сизо-зелені, знизу і на краю війчасто запушені, 30–65(80) см завдовжки і (1.5)3–8(14) см шириною. Квітки зірчасті, запашні, рожево-бузкові або білі, зібрані у великій кількості (іноді до 300 шт.) в кулясті або напівкулясті зонтики до 8–12 см діаметром. Листочки оцвітини від вузько-оберненояйцюватих до ланцетно-трикутних, 0.5–0.8 см завдовжки, загострені, розпростерті, з більш темною середньою жилкою. Тичинки рівні оцвітині або коротші, пиляки бузкові. 2n = 16.

## Поширення
Поширений у Туреччині, Закавказзі, Ірані й Іраку; також культивується.